# Хроматин
Хроматин (от греч. χρώμα «цвета; краски») — это сложный комплекс ДНК, белков (преимущественно гистонов) и РНК, формирующих основу хромосом в ядрах эукариотических клеток. Археи также имеют хроматин, но его структура отличается от эукариотического. Их ДНК упакована с помощью гистонов, которые формируют вариабельные нуклеосомоподобные структуры. Однако в отличие от эукариот, где нуклеосомы представляют собой стабильные октамеры (по 2 молекулы белков-гистонов H2A, H2B, H3, H4), у архей гистоны образуют димеры, способные собираться в цепочки нефиксированной длины. В более широком смысле хроматином также иногда называют также и вещество нуклеоида у бактерий.
Именно в составе хроматина происходит реализация генетической информации, а также репликация и репарация ДНК.
До 25—40% сухого веса хроматина составляют гистоновые белки. Гистоны являются компонентом нуклеосом, надмолекулярных структур, участвующих в упаковке хромосом. Нуклеосомы располагаются довольно регулярно, так что образующаяся структура напоминает бусы (собственно нуклеосомы) на нити (ДНК). Как говорилось выше, нуклеосома представляет собой гетерооктамер, включающий в себя по 2 молекулы каждого из ко́ровых гистонов: H2A, H2B, H3 и H4. Также существует линкерный гистон H1, более крупный, чем ко́ровые гистоны; он связывается с ДНК в месте её входа на нуклеосому.
По классическим представлениям, нить ДНК с нуклеосомами образует нерегулярную соленоид-подобную структуру толщиной около 30 нанометров, так называемую 30-нм фибриллу. В настоящее время, однако, показано, что 30-нм фибрилла является артефактом исследований in vitro, в клетках нуклеосомная фибрилла (у эукариот и некоторых архей) или непосредственно ДНК (у бактерий и некоторых архей) складывается в нерегулярные петлевые и глобулярные структуры, которые в ряде случаев имеют регуляторное значение. Дальнейшая упаковка может иметь различную плотность. Если хроматин упакован плотно, его называют конденсированным или гетерохроматином, он хорошо видим под микроскопом. ДНК, находящаяся в гетерохроматине не транскрибируется, обычно это состояние характерно для незначащих или молчащих участков. В интерфазе гетерохроматин обычно располагается по периферии ядра (пристеночный гетерохроматин). Полная конденсация хромосом происходит перед делением клетки.
Задача, которая реализуется в клетках эукариот, -это упаковать длинную молекулу ДНК в относительно малое по объёму ядро. В процессе упаковки собственно и участвуют гистоны, формирующие нуклеосомы и изменяющие степень компактизации хроматина, а также регулируют уровень экспрессии генов в той или иной области ДНК, что важно в контексте ткане-специфичной экспрессии генов. 
Уровни упаковки ДНК:
- Нуклеосомный уровень: ДНК обвивает октамер гистонов (по 2 молекулы H2A, H2B, H3, H4), образуя структуру, похожую на «бусы». Это сокращает длину ДНК в 6–7 раз.
- Соленоидный уровень: Нуклеосомы скручиваются в спираль диаметром ~30 нм (хроматиновая фибрилла). Современные исследования ставят под сомнение универсальность этой модели.
- Топологически ассоциированные домены (ТАДы): Участки хроматина, объединённые в функциональные кластеры. В активных ТАДах идёт транскрипция, в неактивных — гены «молчат».
- Хроматиновые петли: Сближают регуляторные элементы с генами, контролируя их активность

Если хроматин упакован неплотно, его называют эу- или интерхроматином. Этот вид хроматина гораздо менее плотный при наблюдении под микроскопом и обычно характеризуется транскрипционной активностью. Плотность упаковки хроматина во многом определяется модификациями гистонов — ацетилированием, фосфорилированием, метилированием и другими модификациями.
Считается, что в ядре существуют так называемые функциональные домены хроматина (ДНК одного домена содержит приблизительно 30 тысяч пар оснований), то есть каждый участок хромосомы имеет собственную «территорию». Вопрос пространственного распределения хроматина в ядре изучен пока недостаточно. Известно, что теломерные (концевые) и центромерные (отвечающие за связывание сестринских хроматид в митозе) участки хромосом закреплены на белках ядерной ламины.

## Классификация хроматина
Участки хроматина различаются по ряду взаимосвязанных параметров: уровню конденсации, активности, функциям, модификациям гистонов и др. Для систематизации широко используется деление на деконденсированный активный эухроматин и конденсированный неактивный гетерохроматин, последний подразделяют на конститутивный и факультативный. Кроме того, разработаны более детальные классификации, основывающиеся преимущественно на модификациях гистонов и рассматривающие активность и плотность хроматина как их производные. Применение в геномике нашли системы цветовой маркировки типов хроматина: 5-цветная и 9-цветная.
Одним из известных примеров конститутивного гетерохроматина служит инактивированная Х-хромосома в клетках женщин, также известная как тельце Барра.   

## Открытый хроматин
Открытый хроматин — это области ДНК, лишенные нуклеосом и гиперчувствительные к обработке ДНКазой I. Области открытого хроматина часто связаны с регуляторными участками ДНК.

## Петли
Хроматин в геноме человека содержит около 10 тысяч петель, они способны исчезать и появляться снова. Предполагается, что петли способны участвовать в активации генов. Возникновению петель способствуют два белка: CTCF и когезин.